# Berryz工房ラストコンサート2015 Berryz工房行くべぇ〜!
『Berryz工房ラストコンサート2015 Berryz工房行くべぇ〜!』（ベリーズこうぼうラストコンサート2015 ベリーズこうぼういくべ～！）は、2015年3月3日に東京都千代田区の日本武道館で開催されたBerryz工房のコンサート。この日をもってBerryz工房は、グループでの活動が無期限停止に入った。

## LIVE概要
- このコンサートはメンバーによるセルフプロデュース。曲順からセット、衣装も本人達がこだわって完成させた[2]。
- 開園時間は18:00であったが、20分超の遅延になった。開演前にプロデューサーのつんく♂が楽屋へ激励に訪れたが、前年10月に咽頭がんの手術で声帯を摘出していたため[3]手紙を持参していた。そのことに動揺して号泣するメンバーがいたことによる混乱からだった[4]。
- オープニングアクトは「こぶしファクトリー」「カントリーガールズ」[注釈 2]「Juice=Juice」の三組[5]。
- 国内各地22ヶ所に加え、海外2ケ所でライブビューイングで中継された[6]。
- 「BSスカパー! 」と「スカパー！4K総合」で、開演から終演まで中継された[7]。
- 最終曲「Love together！」はピアノ伴奏、演奏者は上杉洋史。

## DVD / BD

### ディスク 1
- 01． OPENING
- 02． スッペシャル ジェネレ~ション
- 03． ROCKエロティック
- 04． VTR映像
- 05． 愛のスキスキ指数 上昇中
- 06． 付き合ってるのに片思い
- 07． 勇気をください!
- 08． MC
- 09． 21時までのシンデレラ
- 10． ロマンスを語って
- 11． 秘密のウ・タ・ヒ・メ
- 12． まっすぐな私
- 13． MC
- 14． あなたなしでは生きてゆけない
- 15． 普通、アイドル10年やってらんないでしょ!?
- 16． VTR映像
- 17． 行け 行け モンキーダンス
- 18． I'm so cool!
- 19． cha cha SING
- 20． MC
- 21． ジリリ キテル
- 22． なんちゅう恋をやってるぅ YOU KNOW?
- 23． 本気ボンバー!!
- 24． 世の中薔薇色
- 25． MC
- 26． ライバル
- 27． すっちゃかめっちゃか~
- 28． 一丁目ロック!

### ディスク 2
- 01． Bye Bye またね (Encore)
- 02． MC (Encore)
- 03． 永久の歌 (Encore)
- 04． Love together! (W Encore)

特典映像
Berryz工房ラストコンサート2015年3月3日(火)日本武道館ドキュメント映像